# شهرستان ایوسکو (میشیگان)
شهرستان ایوسکو، میشیگان (به انگلیسی: Iosco County, Michigan) یک سکونتگاه مسکونی در ایالات متحده آمریکا است که در میشیگان واقع شده‌است.